# Hercule Fortunescu
Hercule Fortunescu, romunski general, * 1894, † 1966.